# Râmești (Horezu), Vâlcea
Râmești este un sat ce aparține orașului Horezu din județul Vâlcea, Oltenia, România.

## Vezi și
- Biserica Dumineca Tuturor Sfinților din Râmești

## Imagini

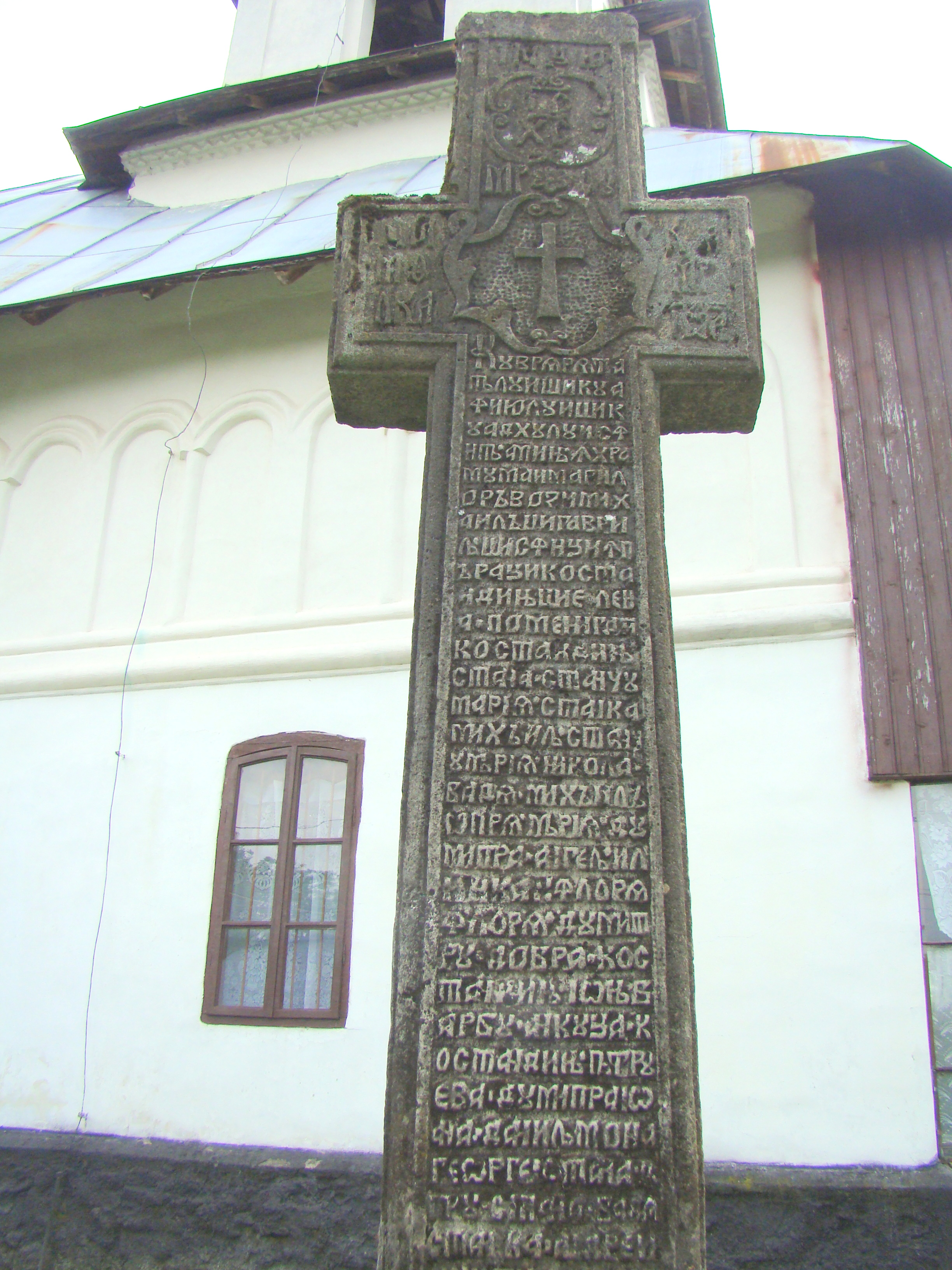
Crucea de piatră a bisericii din deal

 Acest articol despre o localitate din județul Vâlcea este deocamdată un ciot. Puteți ajuta Wikipedia prin completarea lui.